# Commonismus
Commonismus (von latein. communis; von cum und munus; engl. commonism; dt. etwa Gesellschaft des Gemeinsamen) bezeichnet eine Gesellschaft, in der Menschen ihre Güter und Ressourcen als Commons herstellen, pflegen und nutzen, Konsumgüter nach Bedürfnissen verteilen, Arbeit auf Basis von Freiwilligkeit organisieren und über Produktionsmittel kollektiv und nicht privat oder staatlich verfügen.

## Begriff und Herkunft
Commonismus kombiniert die Begriffe Commons und -ismus und bezieht sich damit auf den Begriff des Kommunismus. Im Englischen wurde er zuerst von dem paläokonservativen Tom DeWeese in pejorativer Weise verwendet. In analytischer Absicht wurde der Begriff von dem autonomen Marxisten Nick Dyer-Witheford eingeführt. In Analogie zu Karl Marx, der die Ware als Elementarform des Kapitalismus analysiert, sei das Common die Zellform des Commonismus. Für den Kultursoziologen Pascal Gielen steht Commonismus für eine neue Ästhetik des Realen, die neue soziale Beziehungen zwischen den Menschen schaffen und Geld- und Vertragsbeziehungen ersetzen könne.
In ihrem Buch Kapitalismus aufheben haben Simon Sutterlütti und Stefan Meretz Grundrisse eines Commonismus als verallgemeinerte Commons-Gesellschaft ausformuliert. Sie sehen im Commoning eine Alternative zur gesellschaftlichen Vermittlung über Geld, Markt und Staat und damit eine Alternative zu Marktwirtschaft und realsozialistischen Planwirtschaften. Den Autoren zufolge werden in einer commonistischen Gesellschaft Güter als Commons für die Bedürfnisse der Menschen statt als Waren für den Verkauf auf dem Markt produziert.
Auch mit dem Begriff Kommunismus war ursprünglich eine herrschaftsfreie und an Bedürfnissen orientierte Gesellschaft verbunden, doch heute werden damit häufig die realsozialistischen Diktaturen bezeichnet. Mit dem Streben nach universeller Emanzipation steht das Konzept des Commonismus einerseits in der Tradition der Arbeiterbewegung, grenzt sich aber andererseits von deren Fehlern begrifflich und praktisch ab.

## Kritik am Realsozialismus
Vertreter des Commonismus argumentieren mit Vertretern der Wertkritik, der Neuen Marx-Lektüre sowie antiautoritären Sozialisten, dass der Realsozialismus keine wirkliche Alternative zur Marktwirtschaft darstelle. So argumentierte der Philosoph Robert Kurz in seinem Buch ‚Kollaps der Modernisierung‘, dass der Realsozialismus keine andere Vergesellschaftungsform darstellte, sondern nur ein Teil der kapitalistischen Moderne war, „eine andere Entwicklungsstufe innerhalb ein und derselben epochalen Formation“, ein „Übergangsregime zur Moderne“. Auch der Historiker Moishe Postone analysiert den Realsozialismus als „state-centric capitalism“ oder „variant régime of capital accumulation“. Der Realsozialismus in der Sowjetunion oder der DDR sei eine kapitalistische Planwirtschaft gewesen, da er die kapitalistische Basis der Marktwirtschaften teilte: Menschen müssten für Lohn arbeiten und Betriebe verkaufen ihre Produkte als Waren. Deshalb hätte auch im Realsozialismus der Widerspruch von Tauschwert und Gebrauchswert die Gesellschaft beherrscht, die Betriebe und Arbeiter hätten den Tauschwert von Prämien und Lohn maximiert und den Gebrauchswert der Produkte vernachlässigt. So setzten die Betriebe ‚weiche Pläne‘ und die Arbeiter ‚weiche Normen‘ durch, die keine hohe Leistungen von ihnen verlangten.
Der Realsozialismus schuf zwar die Konkurrenz der Betriebe ab, aber das Gegeneinander von Produzenten und Konsumenten und von Lohnzahler und Lohnempfänger wurde beibehalten. Den Realsozialismus kennzeichnete „nicht das Verschwinden der kapitalistischen Formbestimmungen, sondern ihre alternative Nutzung“. Simon Sutterlütti argumentiert, dass auch die meisten heutige Modelle demokratischer Planwirtschaft wie Parecon oder der Computersozialismus auf Lohnarbeit aufbauen und deswegen die Fehler des Realsozialismus wiederholen.
Aus der Sicht von Robert Kurz erpresste der Realsozialismus die Menschen mit Lohn zur Arbeit und war so „nichts als Emanzipation der Massen zur modernen Lohnarbeit, nicht aber von dieser“. So herrsche auch im Realsozialismus der „Tauschwert über den Gebrauchswert“, allerdings „in Form äußerlicher staatlich-bürokratischer Aufsicht, also nicht mehr in Gestalt der ‚Zwangsgesetze der Konkurrenz‘ (Marx). Deshalb kann sie auf tausendfältige Weise hintergangen, ausgetrickst und durchlöchert werden“. Peter Decker und Karl Held führen aus: „Sämtliche Prinzipien der Entlohnung legen die arbeitenden Lohnempfänger darauf fest, um ihres eigenen Auskommens willen nicht irgendeiner besseren Erkenntnis über Hand-in-Hand-Arbeiten von Abteilungen und Betrieben zu folgen, sondern ihrer privaten Kalkulation mit den Lohnbestandteilen, die sie stimulieren sollen. So zeigt sich auch hier kein allgemein-menschlicher Mangel an Moral, sondern der Systemfehler“. Produktions- und Lebensmittel waren verstaatlicht, nicht vergesellschaftet, „eine Gruppe Regierender und eine Armee Regierter, einige Schlaue und Millionen Esel“. So galt der Gegensatz: „Staatsprioritäten contra Betriebs- und Belegschaftsegoismus“. Die Direktoren täuschten „mit offenbar beträchtlichem Erfolg die Planungsinstanzen über ihre tatsächliche Leistungsfähigkeit“, um die Planerfüllung zu vereinfachen und Prämien zu sichern". Feministische Autoren kritisieren, dass durch die Beibehaltung der Lohnarbeit auch die Trennung in bezahlte Arbeit und unbezahlte Sorgearbeit beibehalten blieb, und somit eine wichtige Grundlage des modernen Patriarchats. Vernünftige Planung, demokratischen Sozialismus oder wirklichen Kommunismus gäbe es nur durch die Abschaffung von Lohnarbeit und Arbeitszwang.

## Konzept
Im Commonismus sollen Güter und Dienstleistungen bedürfnisorientiert produziert und verteilt werden, unabhängig davon, welches Geschlecht, Herkunft, Macht oder Leistung die Person besitzt oder erbracht hat. Durch die Entkopplung von Leistung und Konsum, ist Arbeit im Commonismus grundsätzlich freiwillig. Damit findet das Motivationsproblem wie die Frage nach unbeliebten Aufgaben („Wer macht dann die Müllabfuhr?“) folgerichtig einiges an Aufmerksamkeit in der Debatte. Sutterlütti/Meretz beziehen sich dabei auf das Konzept der ‚produktiven Bedürfnisse‘ der Kritischen Psychologie. Dieses meine kein ‚Bedürfnis nach Arbeit‘, sondern das Bedürfnis „nach bewußter Vorsorge für die sinnlich-vitale Bedürfnisbefriedigung über die Teilhabe an gesellschaftlicher Realitätskontrolle (...) auf dem Wege über die gesellschaftliche Produktion“. Der Commonsforscherin Brigitte Kratzwald zufolge werden Menschen unter herrschaftsfreien Bedingungen „zwischen Lust und Notwendigkeit“ tätig, d. h. sie erledigen sowohl Aufgaben, die ihnen Spaß machen wie auch solche, die sie wichtig finden. Sutterlütti/Meretz zufolge müssen Betriebe daher ohne Arbeitszwang die Aufgaben an den produktiven Bedürfnissen der Beschäftigten orientieren und einladend gestalten. Ohne das Druckmittel Geld sei es Krankenhäusern oder Fabriken nahegelegt, die gesuchten Tätigkeiten möglichst angenehm und gebrauchswertorientiert zu organisieren. Tun sie dies nicht, sei es schwer, Beschäftigte zu finden. Während warenproduzierende Unternehmen vorzugsweise dort rationalisieren müssen, wo sie Geld sparen, werden commonsproduzierende Betriebe die Arbeiten automatisieren, die niemand machen möchte. Darüber hinaus könnten unbeliebte Tätigkeiten aufgeteilt und rotierend erledigt werden, was in Familien, Wohngemeinschaften, Sportvereinen etc. auch heute schon alltägliche Praxis sei. Die Arbeitssoziologin Gabriele Winker hält das Motivationsproblem für nicht gravierend, da schon im Kapitalismus 56 % der notwendigen Arbeiten unbezahlt, wenn auch patriarchal überformt, erledigt würden.
Die Neuorganisation der gesellschaftlich notwendigen Tätigkeiten hat Sutterlütti/Meretz zufolge weitreichende Konsequenzen. So falle die Unterscheidung von ökonomisch produktiven (bezahlten) und unproduktiven (unbezahlten) Tätigkeiten weg, was die gesellschaftliche Sphärenspaltung aufhebe. Ferner werde die kapitalistische Logik der Exklusion oder des „strukturellen Hasses“ und der Externalisierung durch eine Logik allgemeiner Inklusion oder struktureller Solidarität und der Internalisierung ersetzt.
Auch in Bezug auf die Frage der gesellschaftlichen Koordination, der effizienten, kohärenten und ökologisch nachhaltigen Planung und Entscheidung, entwickeln Sutterlütti/Meretz eine eigenständige Position und setzen sie von den bislang dominanten zentralistischen wie dezentralen Traditionslinien in der sozialistischen Theorie ab. Die zentralistische Traditionslinie setzt auf die zentrale Planung durch eine Institution; in autoritärer Ausprägung findet sie sich im Leninismus, in antiautoritärer im Rätekommunismus und libertärem Sozialismus. Die dezentrale Traditionslinie setzt auf autonome, weitgehend sich selbst versorgende Einheiten, die sich nur begrenzt arbeitsteilig vernetzen; sie findet sich im Anarchismus und bäuerlichen Befreiungsbewegungen.
In Erweiterung von Commons-Theorien polyzentrischer Governance vertreten die Autoren ihr Konzept des gesellschaftlichen Commoning auf Basis stigmergischer polyzentraler Selbstorganisation. Teilweise ähneln diese Vorstellungen Ansätzen des distribuierten Sozialismus, den Eva von Redecker oder Jan Groos vertreten.
Meretz/Sutterlütti versuchen, das von Friedrich August von Hayek aufgeworfene Informations- und Koordinationsproblem ohne Marktmechanismen zu lösen. Danach gelte es, die bloß interpersonale Koordination, die durch die Dunbar-Zahl begrenzt ist, in Richtung auf eine transpersonale Koordination im gesellschaftlichen Maßstab zu überschreiten. Danach planen Commons-Betriebe einerseits weitgehend autonom, bilden aber gleichzeitig durch gemeinsame Teil-Pläne Produktionsketten mit festen Koordinationsstrukturen auf Basis gemeinsam vereinbarter Kommunikationsprotokolle. Als Analogie dient ihnen das Fediverse, in dem sich unterschiedliche, unabhängige Dienste über das ActivityPub-Protokoll zu einer Föderation zusammenschließen. Auf der Ebene des Protokolls könne festgelegt werden, welche Produktionsziele gemeinsam erreicht werden sollen und welche Einheit in der Produktionskette welche (Teil-)Produkte liefert. Integrierbar seien damit auch ökologische und soziale gesellschaftliche Ziele, die in Marktwirtschaften als externe Effekte der Gesellschaft aufgebürdet werden. Als Basis einer regulativen Dynamik sehen die Autoren eine inkludierende Reziprozität, die ihren Ursprung in der Semiautonomie der Betriebe hat. Danach können die eigenen Produktionsziele nur erreicht werden, wenn auch die Ziele und Wünsche der Partnerbetriebe einbezogen werden – bei gleichzeitiger Eigenständigkeit des Entscheidens und Handelns. Dies ähnele der Situation in der Marktwirtschaft, wobei hier nicht das Ziel die Verbesserung der Konkurrenzposition durch Ausschluss von anderen sei, sondern die Erreichung der eigenen Ziele durch Einschluss der Ziele der anderen Betriebe. Der Übergang von der Exklusionslogik zur Inklusionslogik sei folglich ein wesentlicher qualitativer Unterschied zwischen Kapitalismus und Commonismus.
Indigo Drau und Jonna Klick bauen auf dem Konzept von Sutterlütti/Meretz auf und erweitern es um eine Diskussion der möglichen Transformationspfade hin zu einer solidarischen Gesellschaft. Sie schreiben dabei sozialen Bewegungen, dem Aufbau von Commons und von Basisorganisationen in der Nachbarschaft oder im Betrieb eine entscheidende Rolle zu.

## Computersimulation
Das Projekt „Die Gesellschaft nach dem Geld“, das von 2016 bis 2023 von der Volkswagenstiftung gefördert wurde, untersuchte das Feld geldfreier Utopien und entwickelte auf Basis des Commonismus die Agentenbasierte Simulation COMMONSIM. Dabei wurden die zentralen Annahmen des theoretischen Modells bestätigt. In der Simulation mit unterschiedlichen Gruppenkulturen konnten die Gruppen mit der höchsten Kooperationsorientierung ihre Existenz am besten sichern und ausbauen.

## Kritik
Von feministischen Vertreterinnen wird die Utopie des Commonismus gelobt und gleichzeitig deutlich kritisiert. So schreibt die Politikwissenschaftlerin Antje Schrupp: „Care-Arbeit wird von den Autoren zwar als Notwendigkeit explizit angesprochen und auch durchgehend von Re-/Produktion gesprochen. Das ändert aber nichts daran (oder verschleiert sogar eher noch), dass Care-Ökonomie trotzdem inhaltlich nicht wirklich mitgedacht wird“. Zusätzlich sieht Schrupp die Utopie von „einer autonomistisch gedachten Freiheit geprägt“ Für Heide Lutosch sind die Hauptfiguren vieler männlicher Utopien „mündige, gesunde, artikulationsfähige, junge, für sich selbst und ausschließlich für sich selbst verantwortliche, arbeitsfähige Menschen“, doch damit stellten die Autoren eine Minderheit in den Mittelpunkt ihrer Theorie. Zudem, so ergänzt die Philosophin und Physikerin Annette Schlemm, bevorzuge das „Konzept des ständigen konflikthaften Aushandelns [...] eindeutig Menschen mit starker Durchsetzungskraft [...]. Mit Gerechtigkeit hat das nichts zu tun“. Lutosch fordert, dass eine feministische Utopie die Bedürfnisermittlung bei wenig artikulationsfähigen Menschen untersuchen, ein klareres Bewusstsein für informelle Hierarchien schaffen, nicht-affektive Aspekte der Sorgearbeit auf ihre Quantifizierbarkeit, Kollektiviertbarkeit, Automatisierbarkeit und Digitalisierbarkeit hin untersuchen, die bürgerliche Familie als Care-Institution „endgültig ad acta legen“ und über alternative Care-Strukturen nachdenken müsse.
Andere Kritiken beziehen sich auf das Motivationsproblem. Für den Computersozialisten Jan Philipp Dapprich arbeiteten Menschen vor allem „if they expect some direct benefit to their own individual condition“. Eine große Menge an Arbeit existiere, „that people will not engage in out of their own motivation, but it is important enough that it should nonetheless be carried out“, weshalb ein Arbeitslohn notwendig sei. Für Annette Schlemm unterscheidet die Betonung „freiwillige Selbstauswahl“ den Commonismus von vielen Utopien, die glaubten, dass der „neue Mensch“ erst durch Erziehung entstehen könne. Im Begriff des Menschen bei Sutterlütti/Meretz stecke hingegen „genügend Potential für die Motivation“. Über die Arbeit könne allerdings nicht nur individuell entschieden werden, sondern sie müsse kollektiv als „Ressource“ verhandelt werden, da sonst keine gerechte und „ausgewogene Koordination“ möglich sei.
Diskutiert wird auch das Koordinationsproblem. Der Wirtschaftshistoriker Rüdiger Mats kritisiert das Konzept der Stigmergie, einer signalbasierten, quasi-automatischen Koordination, und betont die Notwendigkeit von Repräsentation und demokratischer, gesellschaftlicher Wirtschaftspläne. Auch Annette Schlemm nimmt an, das sich Stigmergie nicht eignet, „sachlich-notwendigerweise ineinander gestaffelte Produktionsprozesse“ zu koordinieren, hier bedürfe es neuer Institutionen und Planung. Für sie ist die Überhöhung der Stigmergie ein Erbe der Herkunft des Commonismus aus der freien Software, das zwar helfen, aber nicht als „Zauberstab für alle Fälle“ herhalten könne. Max Grünberg argumentiert, dass die dezentrale Koordination die Betriebe aufgrund der Informationslast bei der Planung überfordere, einzelne Gruppe ihre Interessen auf Kosten der Allgemeinheit durchsetzten, ständiger Stillstand und Stockungen drohten und Produktionsketten aufgrund von Abhängigkeiten nicht funktionierten.